# Zéphyrin Ferrez
Zéphyrin Ferrez, Zepherin Ferrez ou Zeferino Ferrez (Saint Laurent, 31 de julho de 1797 — Rio de Janeiro, 22 de julho de 1851), foi um escultor, gravurista e professor franco-brasileiro, além de um integrante tardio da Missão Artística Francesa, por ter ingressado ao movimento, cerca de seis meses depois de seu início.
Ferrez participou dos trabalhos de decoração de ruas, avenidas e praças da cidade do Rio de Janeiro com a chegada da futura imperatriz Dona Leopoldina, e realizou outras obras similares para a realeza.
Gravou a primeira medalha projetada e cunhada do Brasil, para a aclamação de D. João VI, em 1820. Também fabricou as medalhas da coroação de D. Pedro I, a rara Peça da Coroação, e ainda foi responsável  pela medalha de matrimônio entre D. Pedro II e Dona Teresa Cristina de 1842. Além disso, o artista, que aportou no Brasil junto de seu irmão Marc Ferrez  (também artista neoclássico, porém com foco em bustos de mármore ao contrário da numismática) desenvolveu, em 1818, um berço de madeira sustentada por duas esfinges e decorada com guirlandas de flores para princesa Maria da Glória, primeira filha de D.Pedro I.
Em 1826 realizou,  também com seu irmão Marc, uma série de baixos-relevos para a fachada do edifício da Academia Imperial de Belas Artes, projetado por Grandjean de Montigny. Quando o prédio foi demolido, em 1938, um dos únicos trabalhos que foram preservados foi o pórtico projetado em granito e mármore, onde se destacam os ornamentos em terracota de Ferrez. Esse fragmento do edifício foi realocado, mais tarde, na década de 40, para o Jardim Botânico do Rio de Janeiro, onde permanece até os dias de hoje.
Nas décadas seguintes assumiu a cátedra de gravura de medalhas na academia, foi condecorado com a Ordem da Rosa no grau de Cavaleiro e participou das exposições gerais da escola.
De sua relação com a jovem também francesa, Alexandrine Caroline Chevalier, Zéphyrin se tornou pai do fotógrafo Marc Ferrez, nome dado em homenagem ao seu irmão, em 1843.

## Trajetória

### Juventude e família
Nascido em 31 de julho de 1797, Zéphryn Ferrez começou sua formação artística desde cedo, em 1810, aos 13 anos de idade, na École Nationale Supérieure des Beaux Arts, em Paris, na França. Junto ao seu irmão Marc Ferrez, ele aprendeu a esculpir e a utilizar a técnica da gravura, ao ser aluno e discípulo dos artistas Philippe Laurent Roland e Pierre-Nicolas Beauvalle. Em 1817, seis meses depois do início da Missão Artística Francesa, ele se junta ao movimento, com seu irmão, e vai ao Rio de Janeiro, onde viveu para o resto de sua vida. Em 1843, ele se torna pai de Marc Ferrez, fruto de um relacionamento com Alexandrine Caroline Chevalier, jovem também de origem francesa que viveu no Rio de Janeiro no mesmo período. O nome do filho foi escolhido como homenagem ao irmão Marc, que não teve filhos ou descendentes diretos. Zéphryn também é avô dos fotógrafos Luciano Ferrez e Júlio Ferrez, que por gerações mantiveram a família em ramos artísticos. A próxima geração é famosa pelo historiador Gilberto Ferrez, bisneto de Zéphyrin e reconhecido justamente pelos seus livros teóricos sobre o bisavô e o tio-bisavô.
Em 1851, o artista de medalhas faleceu no Rio de Janeiro, um ano depois de seu irmão. Desde a sua chegada ao Brasil, nenhum dos dois irmãos jamais iriam retornar para a vida na França, e em terras brasileiras, junto de toda a trupe de Lebreton, formariam seu próprio pedaço de arquitetura e arte francesa.

### Vida no Brasil

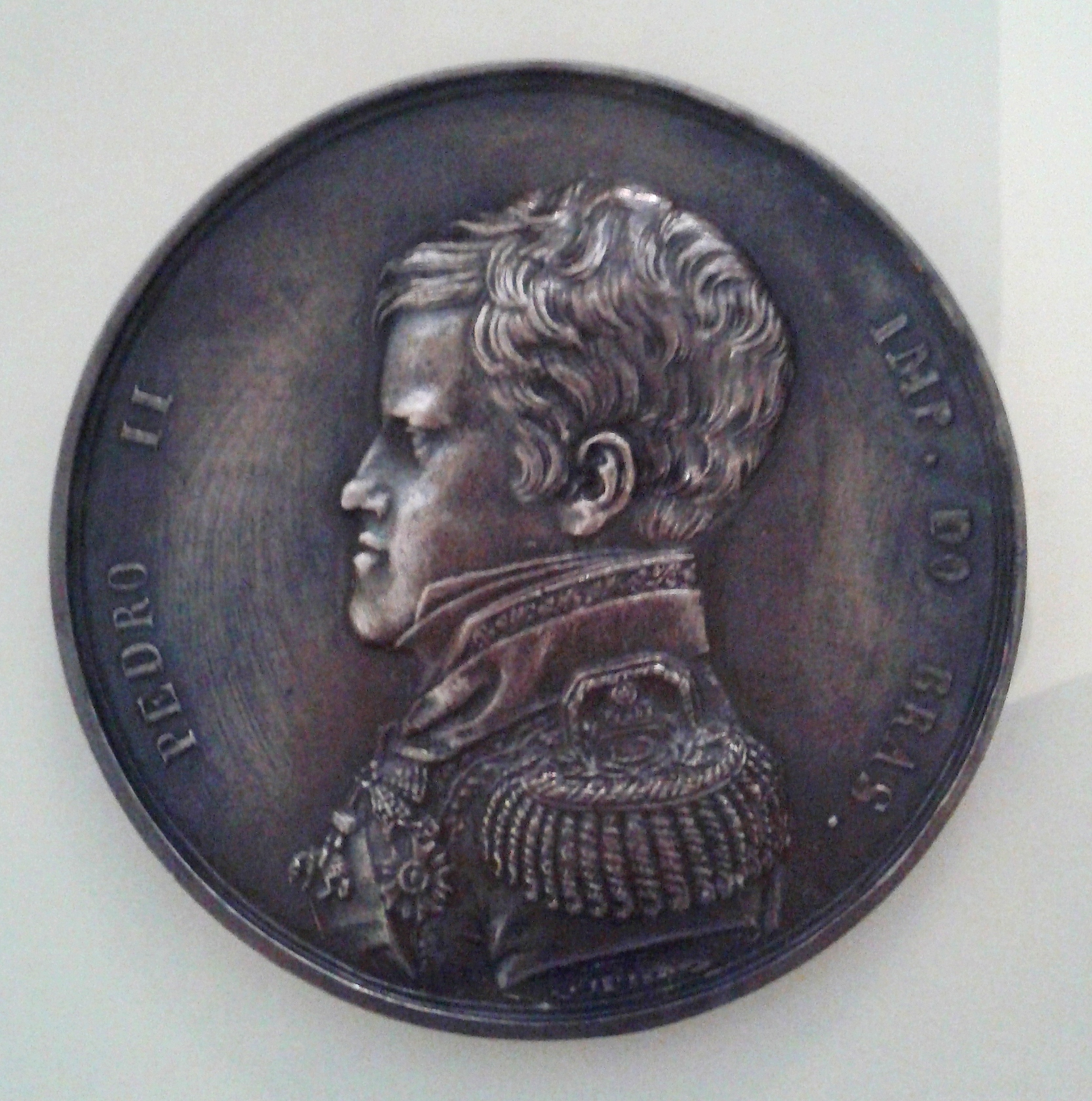
Grande Medalha Premial da Academia Imperial de Belas Artes, feita por Zéphyrin Ferrez no ano de 1836.

Lembrando que Zéphyrin desembarcou diretamente no Rio de Janeiro, não podemos dizer que ele perambulou por outros lugares, uma vez que todas as suas obras foram confeccionadas no estado fluminense, sempre com o convite da monarquia. Um exemplo de uma possível confusão é a Casa da Marquesa de Santos (atual Museu da Moda), que não deve ser confundido com o Solar da Marquesa de Santos ao lado do Pátio do Colégio, no coração da paulistânia. A Casa da Marquesa fica, em realidade, no bairro de São Cristóvão, no Rio de Janeiro e foi construído em 1826 a pedido de Dom Pedro I para abrigar sua mais famosa amante, Domitila de Castro Canto e Melo. Zéphyrin e Marc Ferrez foram responsáveis pelo exterior ricamente decorado com baixos-relevos na fachada que representam a mitologia greco-romana, típico do neoclassicismo. O arquiteto português Pedro Alexandre Cavroé e o brasileiro Francisco Pedro do Amaral, discípulo de Debret, também foram outros envolvidos no projeto, com a construção e as pinturas decorativas originais, do se tornou mais uma prova da adoração da corte pelo estilo francês da época.
Na cidade ele fez trabalhos, principalmente de gravuras e esculturas, para a realeza portuguesa, que veio ao Brasil em 1807, curiosamente em perigo pelo regime de Napoleão Bonaparte, o contrário motivo da vinda da Missão Artística e, em 1826, contribuiu para a ornamentação do prédio da Academia Imperial de Belas Artes, projetado pelo arquiteto Grandjean de Montigny. Tal construção foi o ápice da missão no Brasil, onde todos os artistas trabalharam de alguma forma para a sua realização inédita na América e também para os portugueses . Em 1836, Zéphryn se torna o professor pioneiro do departamento de gravuras da escola de Belas Artes. Também vale ressaltar que o seu nome foi alterado para o português de Zéphyrin para Zeferino, pela dificuldade em soletrar seu nome.

## A Missão Artística de Zéphyrin
A Missão Artística Francesa começa oficialmente com o desembarque do líder Joachim Lebreton e alguns arquitetos e pintores, dentre eles o famoso pintor Jean Baptiste Debret, o pintor de paisagens e cenas históricas Nicolas-Antoine Taunay, além do arquiteto Auguste Henri Victor Grandjean de Montigny na baía de Guanabara, Rio de Janeiro em 26 de março de 1816. Zéphyrin Ferrez e seu irmão, Marc, são ambos listados como tardios integrantes da missão por aportarem meses depois de todo o restante dos artistas e artesões franceses. A trupe foi convidada pelo governo de D. João IV, logo após o início da Restauração Francesa e a queda de Napoleão Bonaparte, como uma medida de escapatória das perseguições do governo francês e exílio político. A monarquia luso-brasileira os recebeu com grande alegria e publicou um decreto atestando uma pensão anual de oito contos e trinta e dois mil reis, alta quantia para época, que causou desconforto entre os artistas luso-brasileiros que não tinham tantos recursos quanto os novos estrangeiros.
Entre outras contribuições para o movimento artístico francês, Ferrez trabalhou na decoração de ruas, avenidas e praças da cidade do Rio de Janeiro, como preparativo para a recepção da coroa portuguesa, sobretudo para a chegada da futura imperatriz Dona Leopoldina.
O artista também foi responsável pelo desenho e desenvolvimento da primeira medalha projetada e cunhada do Brasil, para a aclamação de D. João VI, em 1820. Também fabricou as medalhas da coroação de D. Pedro I, a rara Peça da Coroação, e ainda foi responsável  pela medalha de matrimônio entre D. Pedro II e Dona Teresa Cristina de 1842. Além disso, Zéphyrin Ferrez desenvolveu, em 1818, uma das suas obras de destaque: um berço de madeira sustentada por duas esfinges e decorada com guirlandas de flores para princesa Maria da Glória, primeira filha de D.Pedro I.
Em 1826 realizou,  também com seu irmão Marc, uma série de baixos-relevos para a fachada do edifício da Academia Imperial de Belas Artes, projetado por Auguste Henri Victor Grandjean de Montigny. Quando o prédio foi demolido, em 1938, um dos únicos trabalhos que foram preservados foi o pórtico projetado em granito e mármore, onde se destacam os ornamentos em terracota de Ferrez. Esse fragmento do edifício foi realocado, mais tarde, na década de 40, para o Jardim Botânico do Rio de Janeiro, onde permanece até os dias de hoje.

## Obras

### Peça da Coroação

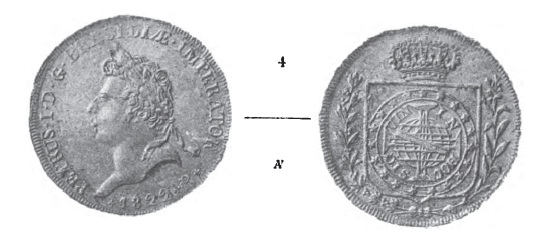
Peça da Coroação pertencente ao numismata Julius Meili em 1890

A moeda mais consagrada de autoria de Zeferino Ferrez é a da coroação de Dom Pedro I, conhecida primariamente como "Peça da Coroação". Ocorrendo em um período importante da história brasileira, o trabalho foi pedido logo depois do sete de setembro, Independência do Brasil, quando sob pressão da elite brasileira, D. Pedro de Alcântara, Príncipe Regente do Brasil, declara a independência às margens do Rio Ipiranga, em São Paulo, onde D. Pedro (futuro D. Pedro I, Imperador Constitucional do Brasil) disse o célebre grito: “Independência ou Morte”. Em 1º de Dezembro de 1822 ocorre a coroação de D. Pedro de Alcântara como D. Pedro I, Imperador Constitucional e Fiel Defensor do Brasil, festividade onde as moedas da coroação foram usadas. Durante a cerimônia era comum o Monarca oferecer uma moeda de ouro para cada um dos ilustres convidados.
Assim, depois de quase dois meses entre a concepção e confecção da moeda (especula-se entre 12 de outubro e 1º de dezembro), 64 peças idênticas de ouro foram cunhadas na Casa da Moeda do Rio de Janeiro. No entanto, para a Peça da Coroação não agradou em nada o Monarca homenageado, os motivos são explicados pelo historiador Azeredo Coutinho:
"A inscrição D. Pedro I, Imperador do Brasil, posta no anverso, dando a pensar que só direito divino, elevara o Príncipe ao trono, acabava com a trindade – Independência, Constituição e Império, símbolo da nação brasileira. O reverso tendia para que o povo brasileiro era mais dócil e menos moral do que o povo português, que se apegara à lembrança que tivera D. João V de por reverso da moeda de ouro a legenda IN HOC SIGNO VINCES. Tão imprudente pareceu ao imperante o incenso então queimado que, sendolhe uma dessas moedas apresentada na Capela Imperial depois da sua coroação, ele a repeliu, lançando-a sobre a mesa’’
Por conta disso, D. Pedro I mandou recolher todas as moedas, proibiu o seu uso e até derreteu algumas. Dos 64 exemplares originais, apenas 16 sobreviveram e hoje se encontram espalhados entre diferentes museus do país e coleções. Tornando cada moeda em uma peça muito importante e enigmática para a história e rara por seu limitado número.

### Decorações em palacetes

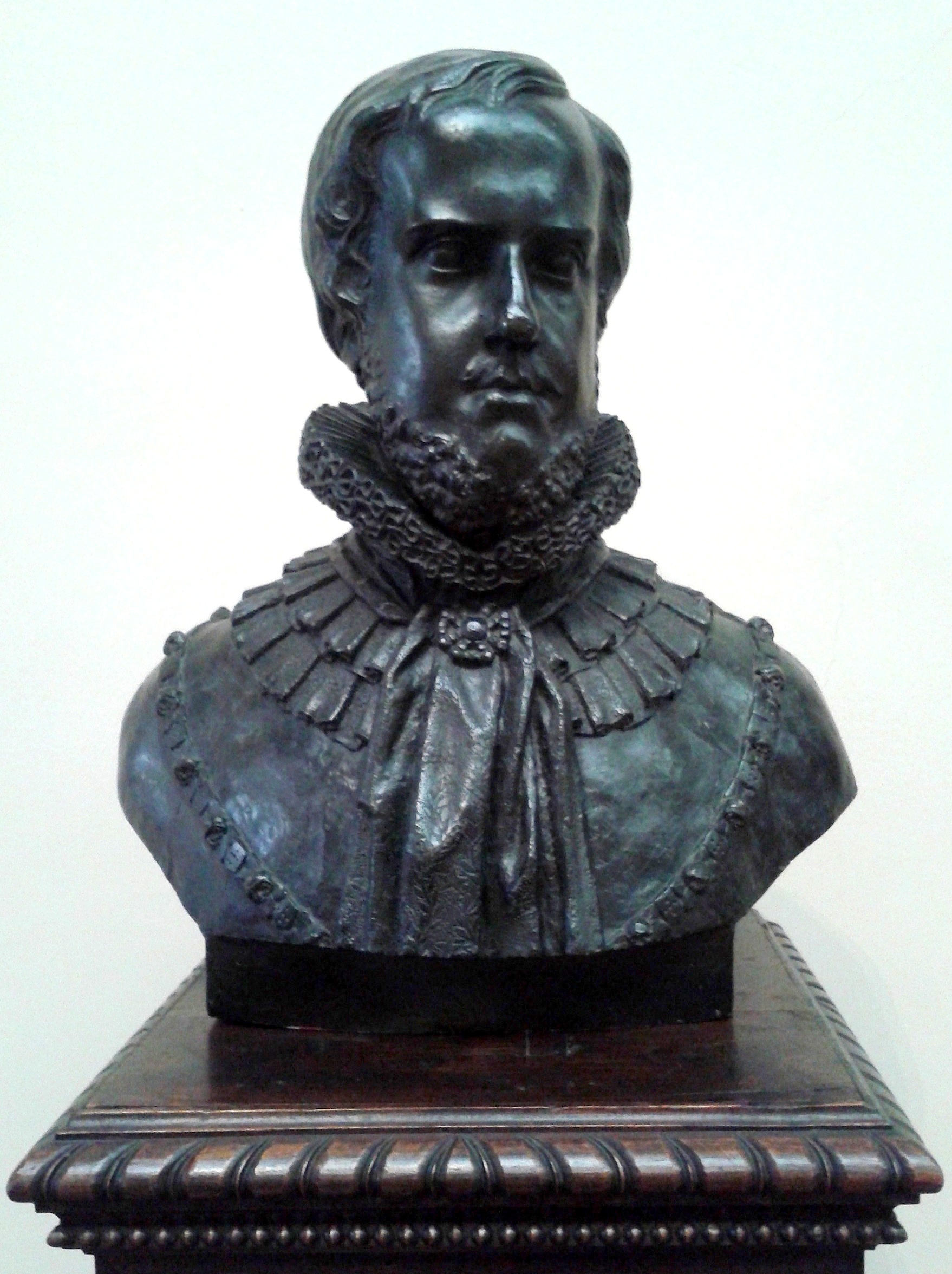
Busto do imperador D.Pedro II, feito em 1849, por Zéphyrin Ferrez

Zéphyrin Ferrez foi o autor de dois bustos de D.Pedro II, imperador do Brasil na época em que as obras foram feitas. O primeiro foi realizado em 1839, e retrata - com as características do neoclassicismo, da fidelidade e da disciplina estética - o rosto do imperador quando este era adolescente. A obra foi feita em gesso, e atualmente faz parte do acervo do Museu Imperial. O segundo busto foi realizado mais tarde, no ano de 1849, com a mesma técnica, no entanto, foi esculpido sobre o bronze. Essa peça tem as dimensões de aproximadamente 58,5 cm x 56 cm.

### Academia
Depois de construída e devidamente estabelecida, a Escola Real de Ciências, Artes e Ofícios (1816-1822) foi fundada com um decreto de Dom João IV e até o fim do período colonial brasileiro ficou conhecida assim. Durante seu segundo período, em 1822 com D. Pedro I, mudou o nome para Academia Imperial de Belas Artes, mas continuou com seus mesmos princípios educacionais de ensinar sobre a arte, o neoclassicismo francês e paradigmas similares. Os irmãos Ferrez participaram da primeira fase contribuindo com o trabalho artístico, com ornamentos e bustos decorativos e no segundo período Zéphyrin foi convidado a lecionar um das matérias da Academia, de nome "Paisagem, Flores e Animais". Quarto professor da disciplina, visava estudar as formas naturais em contraste com a arte posada, porém ficou pouquíssimo tempo na função e seguiu para lecionar outra matéria em seguida.
Chegando no Brasil, Lebreton já imaginou e montou uma grade curricular para a Academia (ou Escola). Umas das matérias, mais condizente com o ofício de medalhista de Zéphyrin, era o curso de gravura para impressão em papel. Porém, essa ideia foi montada para o artista Charles Pradier, especializado na gravura em metal, que chegou junto com a Missão, mas logo partiu, resultando no abandono da criação do curso. Tempos depois da chegada de Zéphyrin no Brasil, no entanto, foi lhe oferecido que lecionasse o curso de medalhística, sobre moedas e medalhas na Academia em parceria com a Casa da Moeda, na época pós colonial. Para impressões em papel outras instituições foram encarregadas.